# Gyula Kellner
Gyula Kellner (Boedapest, 11 april 1871 - Szolnok, 28 juli 1940) was een Hongaarse atleet, die bij de Olympische Zomerspelen van 1896 in Athene als een van de zeventien lopers aan de marathon deelnam. Hij werd als derde geklasseerd.
Bedacht moet worden dat er op deze eerste Spelen van de moderne geschiedenis aan de nummers één, twee en drie nog geen medailles werden uitgereikt, zoals dat heden ten dage gebruikelijk is. Tevens dient men zich te realiseren, dat in Athene de afstand voor de marathon niet exact de 42,195 km was van tegenwoordig, maar ergens rond de 40 km schommelde, misschien een paar honderd meter meer, misschien een paar honderd meter minder.
Kellner kwam als eerste buitenlander na drie Grieken aan de finish. Nadat de Griek Spiridon Velokas (die vijf seconden sneller was) wegens "overtreding van de regels" was gediskwalificeerd, schoof Kellner op naar de derde plaats. Zijn eindtijd was 3:09.35, bijna elf minuten na winnaar Spiridon Louis, die als enige binnen de drie uur bleef (2:58.50) en door deze overwinning onsterfelijk werd.

## Persoonlijk record
- marathon - 3:09.35 (1896)

## Palmares

### marathon
- 1896:  OS - 3:09.35[3]